# Pierre Hélyot
Pour les articles homonymes, voir Héliot.
Pierre Hélyot dit Père Hippolyte, né à Paris en janvier 1660 et mort le 5 janvier 1716 au même endroit, est un historien franciscain auteur d'une somme sur les ordres monastiques et les congrégations séculières catholiques.

## Biographie
Pierre Hélyot, fils de Bénigne Hélyot marchand bourgeois de Paris et de Marguerite Musnier, entre à 24 ans dans le Tiers-Ordre franciscain du monastère de Picpus, monastère fondé par son oncle le chanoine Jérôme Hélyot (1627–1687).
Jeune, il profite de deux séjours à Rome pour voyager dans toute l'Italie. À son retour, il poursuit ses voyages en France et Italie comme secrétaire de frères supérieurs de son Ordre. Toutes ces occasions lui auront permis de récolter le matériel nécessaire à sa publication.

## Œuvre
Son Histoire des ordres monastiques religieux et militaires et des congrégations séculières, fruit de vingt-cinq ans de travail, a été publiée entre 1714 et 1719. Les volumes édités après la mort de Hélyot, l'ont été avec l'aide de Maximilien Bullot (16..-1748).
L'ouvrage est traduit en italien dès 1737, et en allemand en 1753. Il a été réédité et amplifié par Marie-Léandre Badiche (1798-1867) dans les tomes 20 à 23 de l'Encyclopédie théologique de Jacques Paul Migne, entre 1847 et 1859 (et réimprimé plusieurs fois), sous le titre de Dictionnaire des ordres religieux.
Plusieurs ouvrages ont, depuis, complété ou replacé cet instrument de recherche, dont :
- (de) Max Heimbucher (de), Die Orden und Kongregationen der katholischen Kirche, Paderborn, F. Schöningh, 1907–1908 (1re éd. 1896–1897), 2 tomes (en ligne) ; 3e éd. 1933–1934 (repr. 1965).
- (it) Mario Escobar, Ordini e congregazioni religiose, Turin, Società Editrice Internazionale, 1951–1953, 2 tomes.
- (it) Dizionario degli istituti di perfezione, sous la dir. de Guerrino Pellicia et Giancarlo Rocca, Rome, Edizioni Paoline, 1974–2003, 10 tomes.